# ماریل همینگوی
ماریل همینگوی (انگلیسی: Mariel Hadley Hemingway؛ زادهٔ ۲۲ نوامبر ۱۹۶۱) یک هنرپیشه اهل ایالات متحده آمریکا است. وی از سال ۱۹۷۶ میلادی تاکنون مشغول فعالیت بوده است.
وی نوه ارنست همینگوی و خواهر مارگو همینگوی است

## بخشی از فیلمشناسی
از فیلم‌ها یا برنامه‌های تلویزیونی که وی در آن نقش داشته است می‌توان به آثار زیر اشاره کرد.
- ماتیک (۱۹۷۶)
- منهتن (فیلم ۱۹۷۹) (۱۹۷۹)
- میانگین فصل (۱۹۸۵)
- سوپرمن ۴: در جستجوی صلح (۱۹۸۷)
- غروب آفتاب (فیلم) (۱۹۸۸)
- روزان (۱۹۹۴–۹۵)
- پخش زنده شنبه شب (۱۹۹۵)
- هری ساختارشکن (۱۹۹۷)
- رقیب (فیلم ۲۰۰۰) (۲۰۰۰)
- عطر (فیلم ۲۰۰۱) (۲۰۰۱)
- بکر (مجموعه تلویزیونی) (۲۰۰۱)
- پروژه نهایی آرچی (۲۰۰۹)
- وحدت (فیلم) (۲۰۱۴)
- پاپا: همینگوی در کوبا (۲۰۱۵)